# المحيول

تقع بلد المحيول، شمال شرق ولاية عبري في سلطنة عمان وهي تبعد عن مركز الولاية ما يقرب من 50 كم.
وسميت البلد بالمحيول بسبب إحالة مجرى الفلج.وتتمتع المحيول بعدد من السدود المغذية للمياه الجوفية وأكبرها سد وادي عنص ، حيث يبلغ عدد سكان المحيول ما يقرب من 3000 آلاف شخص.لمزيد من المعلومات عن البلد يمكنكم زيارة موقع بلد المحيول حيث يحتوي الموقع على معلومات أكثر وكذلك على مجموعه كبيرة من الصور المتنوعة.

## روابط خارجية
موقع بلد المحيول 